# S 9 (KPEV)
S 9 – seria parowozów pospiesznych kolei pruskich, produkowanych w latach 1908–1910, o układzie osi 2'B1'. Były to ostatnie pruskie parowozy pospieszne o dwóch osiach wiązanych, jak też ostatnie z kotłem na parę nasyconą.

## Historia
Lokomotywa pospieszna pruskiej serii S 9 była następcą lokomotyw serii S 7 o takim samym układzie osi 2'B1', skonstruowanych w tych samych zakładach Hanomag. Ponieważ lokomotywy serii S 7 nie oferowały dużo lepszych parametrów w stosunku do wcześniejszych lokomotyw pospiesznych o układzie osi 2'B (seria S 3) oraz ustępowały parowozom na parę przegrzaną S 4, w nowej maszynie znacząco zwiększono wydajność kotła i powierzchnię paleniska. Zachowano przy tym układ czterocylindrowego silnika sprzężonego na parę nasyconą, mimo że już zaczęły wchodzić do służby wydajniejsze lokomotywy na parę przegrzaną. Powierzchnia ogrzewalna kotła w porównaniu z S7 wzrosła ze 163 do 229 m², a powierzchnia rusztu z 2,7 aż do 4 m².
Lokomotywa S 9 została wybrana jako znormalizowany pruski parowóz pospieszny wzoru (Musterblatt) III-2g i w latach 1908–1910 zakłady Hanomag zbudowały ich 99. W 1913 roku posiadało je tylko 5 z 21 dyrekcji kolei pruskich, przy czym ponad połowa (51) jeździła w promującej ich powstanie dyrekcji hanowerskiej.
W latach 1913 i 1914 dwie lokomotywy (Hanover 903 i 905) zostały doświadczalnie zrekonstruowane z zastosowaniem przegrzewacza pary i oznaczone jako seria S 8, lecz z przebudowy pozostałych zrezygnowano.
Po I wojnie światowej w ramach reparacji, 17 lokomotyw trafiło do Belgii i 4 do Francji (koleje Est). Przewidywano, że koleje niemieckie (DRG) przejmą 53 lokomotywy, ale ostatecznie większość wycofano na początku lat 20. i w 1925 roku tylko trzy otrzymały nowe oznaczenia DRG, w tym obydwie na parę przegrzaną (14 001 i 002) i jedna na parę nasyconą (14 031). Wszystkie trzy wycofano jednak już w 1926 roku.
Lokomotywa S 9 stanowiła ostatnią, lecz dość udaną próbę dowiedzenia słuszności idei konstruktora parowozów S5¹ i S7 Augusta von Borriesa (zmarłego w 1906 r.) o zwiększeniu sprawności lokomotywy poprzez stosowanie wielocylindrowych silników sprzężonych. Była uważana za szczytowe osiągnięcie w dziedzinie odchodzących już parowozów pospiesznych na parę nasyconą. Po poziomym torze mogła ciągnąć z prędkością 100 km/h pociąg o masie 430 ton – większej, niż w przypadku wczesnych parowozów na parę przegrzaną S 6 (330 ton) i S 10 (365 ton). Wyraźnie zdeklasowały je dopiero lokomotywy serii S101.
Z lokomotywą używane były czteroosiowe tendry wzorów (Musterblatt): III-5h (5 t węgla, 21,5 m³ wody), III-5i (6,5 t węgla, 30 m³ wody) i III-5m (7 t węgla, 31,5 m³ wody).

## Inne lokomotywy serii S9

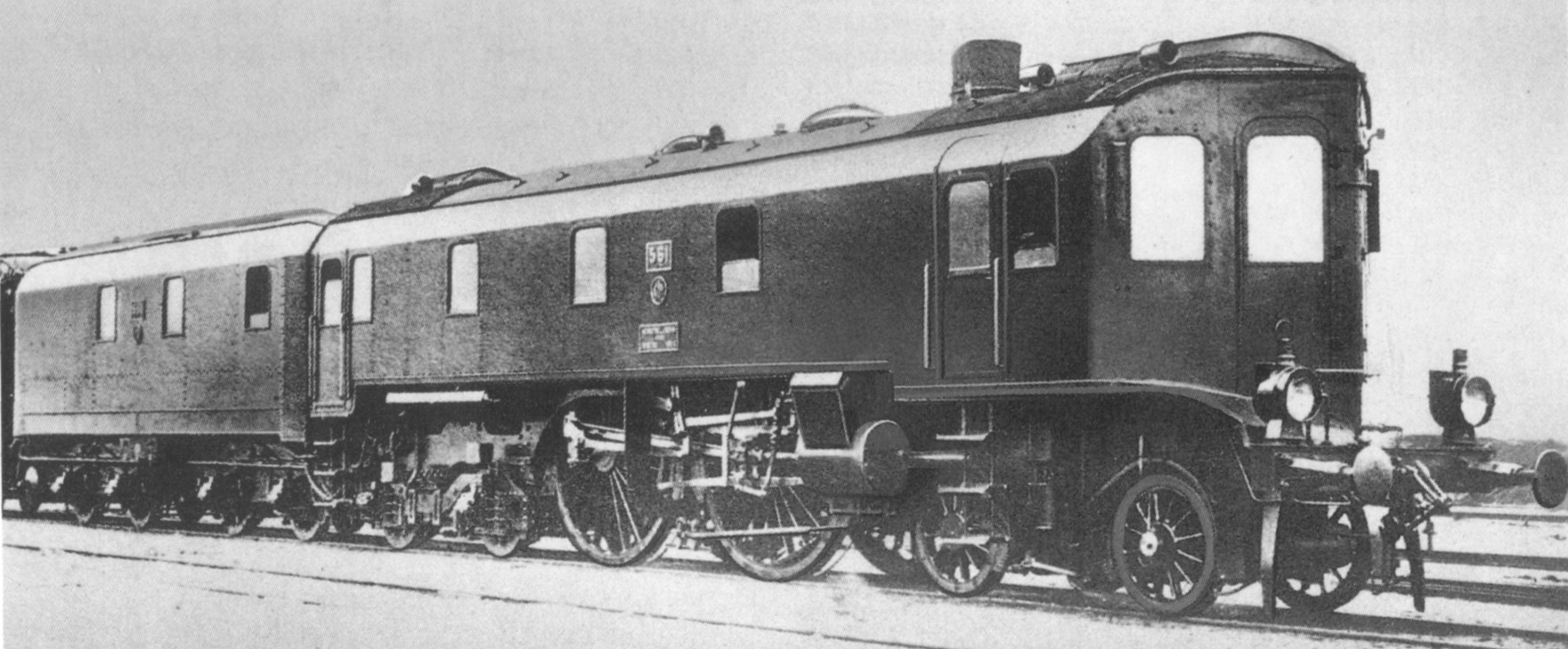
Doświadczalny parowóz Altona 561

Do serii S9 zaliczono na kolejach pruskich w 1906 roku także dwie doświadczalne lokomotywy o układzie osi 2'B2', zbudowane w 1904 roku przez zakłady Henschel według projektu Gustava Wittfelda i wyróżniające się przednimi stanowiskami maszynisty i obudowami aerodynamicznymi. Lokomotywa numer Altona 562 oprócz klasycznej budki dla obsługi kotła z tyłu lokomotywy miała obszerną, przeszkloną budkę maszynisty z przodu, przed dymnicą, z łamaną w formie dzioba statku przednią ścianą, dla poprawy aerodynamiki. Lokomotywa numer Altona 561 z kolei, oprócz podobnej przedniej kabiny, była cała obudowana nadwoziem wagonowym z oknami bocznymi, podobnie obudowany był tender. Lokomotywy te miały powierzchnię kotła 260 m², trzycylindrowy silnik sprzężony i koła o średnicy 2,2 m. Nie spełniły one jednak oczekiwań, a ich prędkość niewiele przewyższała parowóz S 4 (podczas prób porównawczych osiągnięto 137 km/h z pociągiem o masie 109 t). W 1912 roku zdjęto z nich obudowy i kabiny przednie. W 1906 zaliczono je do serii S 9, z nowymi numerami Altona 901 i 902, w 1908 zmienionymi na 999 i 1000; później przeszły z tymi numerami do dyrekcji hanowerskiej.